# Blue Moon (film, 2021)
Pour les articles homonymes, voir Blue Moon.
Pour plus de détails, voir Fiche technique et Distribution.
Blue Moon (Crai nou) est un film roumain réalisé par Alina Grigore, sorti en 2021.
Le film a gagné la Coquille d'or au Festival international du film de Saint-Sébastien 2021.

## Fiche technique
Sauf indication contraire, les informations mentionnées dans cette section peuvent être confirmées par la base de données cinématographiques IMDb,  présente dans la section « Liens externes ».
- Titre : Blue Moon
- Titre original : Crai nou
- Réalisation et scénario : Alina Grigore
- Photographie : Adrian Paduretu
- Montage : Mircea Olteanu
- Pays d'origine : Roumanie
- Genre : drame
- Date de sortie : 2021

## Distribution
- Ioana Chitu : Irina
- Mircea Postelnicu : Liviu
- Mircea Silaghi : Sergiu
- Vlad Ivanov : Mihai
- Ioana Ilinca Neacsu : Viki
- Ioana Flora : Mariana
- Robi Urs : Cristi